# Küstenpanzerschiff
Ein Küstenpanzerschiff war ein historischer Kriegsschifftyp, der der Verteidigung der eigenen Küsten (insbesondere der Häfen) gegen angreifende feindliche Marineverbände diente.

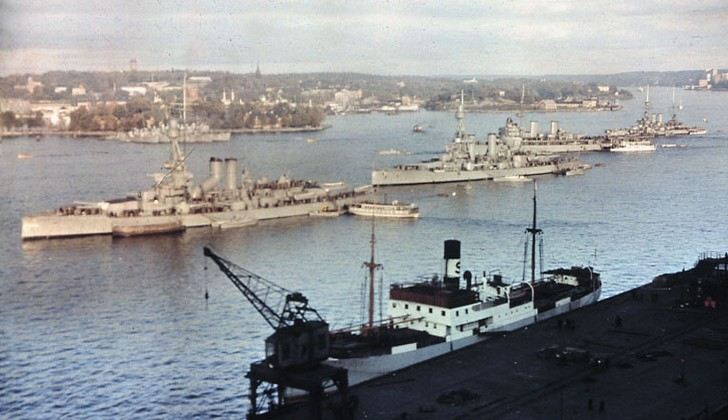
Schwedische Küstenpanzerschiffe 1937 in Stockholm: Von links das Panzerschiff Sverige, ihr Schwesterschiff Drottning Victoria, der Kreuzer Gotland und ein Panzerschiff der Äran-Klasse

## Allgemein
Als Küstenpanzerschiff wurden in der zweiten Hälfte des 19. Jahrhunderts Panzerschiffe bezeichnet, die für den Einsatz im küstennahen Bereich konzipiert waren. Sie sollten, unabhängig von der Hochseeflotte, im Küstenvorfeld und in den Mündungsgebieten von großen Flüssen operieren, den Weg für die eigene Flotte freihalten und feindliche Blockadekräfte bekämpfen. Dabei war auch der Einsatz gegen Hochseepanzerschiffe vorgesehen. Da Küstenpanzerschiffe speziell für den jeweiligen Einsatzraum konzipiert waren, konnte man die Küstenpanzerschiffe der verschiedenen Flotten kaum miteinander vergleichen. Die Bewaffnung bestand meist aus zwei bis vier schweren und einer Anzahl leichterer Geschütze. Die Wasserverdrängung betrug zwischen 3000 und 6000 Tonnen. Da die Flotten der wichtigeren Seemächte um die Wende zum 20. Jahrhundert ihren Schwerpunkt auf die Hochseekriegsführung verlegten, wurden die Küstenpanzerschiffe in den Flottenlisten der meisten Staaten im oder nach dem Ersten Weltkrieg gestrichen. Lediglich in den skandinavischen Ländern blieben Küstenpanzerschiffe bis zum Ende des Zweiten Weltkrieges in Dienst. In der k.u.k-Flotte wurden die Küstenverteidiger genannten Schiffe der Monarch-Klasse recht erfolgreich im Ersten Weltkrieg in der Adria eingesetzt; sie galten als gelungene Konstruktionen.

## Deutsches Reich
Als Küstenpanzerschiffe wurden in der Kaiserlichen Marine die acht Schiffe der Siegfried-Klasse bezeichnet. 1889 bis 1895 gebaut, sollten die Schiffe, die wegen ihrer ausladenden Rumpfform spöttisch „Meerschweinchen“ oder „Meerweibchen“ genannt wurden, zum Schutz des Kaiser-Wilhelm-Kanals eingesetzt werden. Die deutschen Küstenpanzer hatten zwar eine enorme, bis zu 24 cm dicke Stahlpanzerung, litten jedoch unter verschiedenen Mängeln, von denen der größte sicherlich der geringe Aktionsradius war. Erst um 1900 wurden die Schiffe um ein 8,4 m langes Zwischenstück verlängert, womit der Kohlevorrat und somit auch die Reichweite vergrößert wurde. Die Schiffe versahen bis 1909 Flottendienst und wurden dann in die Reserve versetzt. Zu Beginn des Ersten Weltkrieges wurden sie jedoch reaktiviert und dem VI. Geschwader unter Konteradmiral Richard Eckermann, ab 1. September 1914 unter Konteradmiral Herwarth Schmidt von Schwind zugeteilt. 1916 schieden sie endgültig aus dem aktiven Flottendienst aus.
 Technische Daten der Schiffe
- Schiffsklasse: Siegfried-Klasse

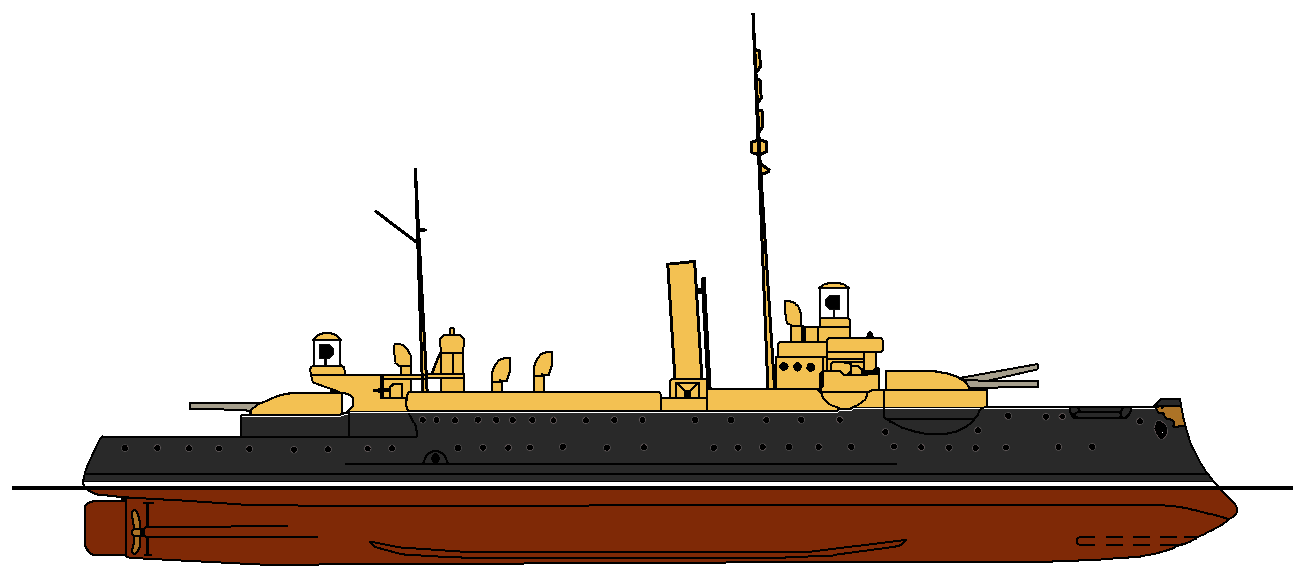
SMS Siegfried 1890

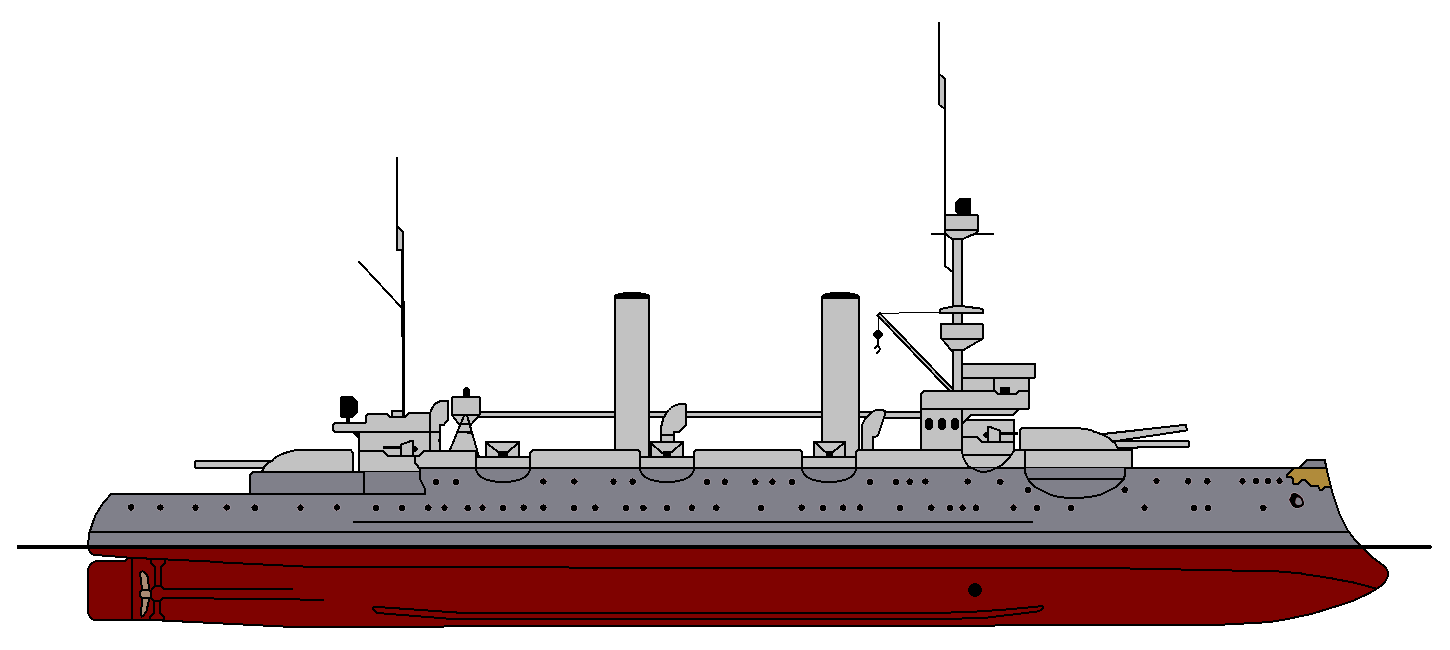
SMS Hagen 1910

- Schiffe der Klasse (1890–1894 in Dienst gestellt):
Siegfried, Hildebrand, Beowulf, Hagen, Frithjof, Heimdall,
 leicht abweichend (1896 in Dienst gestellt):
 Odin, Ägir
- Besatzung: ca. 300 Mann
- Maße: Länge vor Umbau 79 m, nach Umbau 84,8 m – Breite 14,9 m – Tiefgang: 5,3 m
- Wasserverdrängung: 4100 Tonnen
- Maschinenleistung: 5000 PS
- Maximale Geschwindigkeit: 15 kn
- Bewaffnung: 3 Kanonen Kaliber 24 cm, 10 Schnellfeuerkanonen Kaliber 8,8 cm und Torpedos
- Ende: 1919 als Kriegsschiffe ausgemustert und 1920 abgewrackt

Schon zuvor hatte die Kaiserliche Marine ab 1876 die 9 Küstenpanzerschiffe der Wespe-Klasse mit der Hauptbewaffnung eines Geschützes von 30,5 cm in Dienst, die jedoch ab 1900 außer Dienst gestellt wurden.

## Ähnliche Schiffe der großen Marinen

### Japan

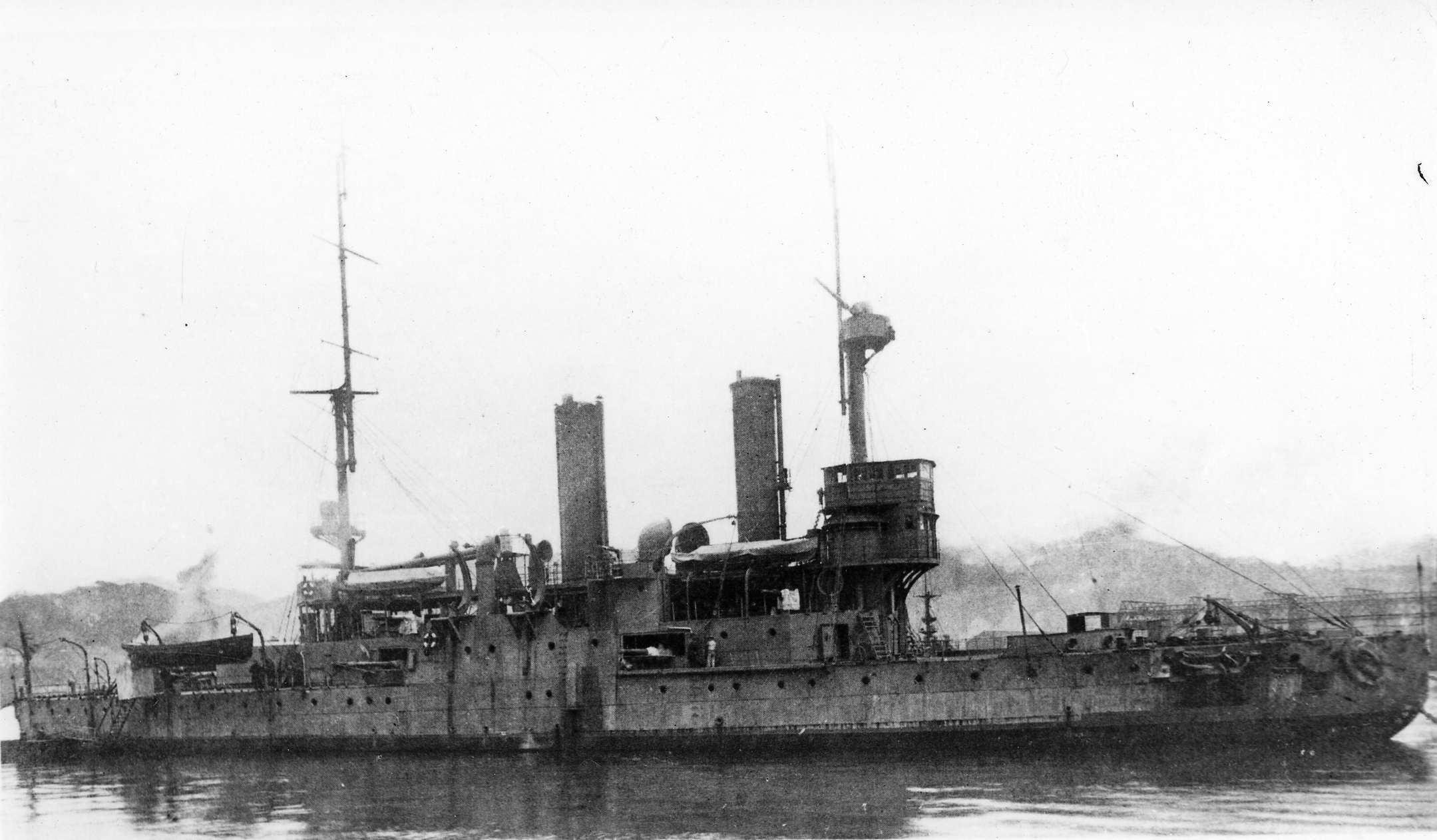
Die Mishima als Eisbrecher, ohne schwere Geschütztürme

Die Kaiserlich Japanische Marine ließ keine klassischen Küstenpanzerschiffe bauen. Durch ihre erfolgreichen Kriege gelangten aber drei Schiffe dieses Typs in ihren Besitz und wurden zeitweise eingesetzt, wenn auch mehr zur Unterstützung von Angriffen auf Flottenstützpunkte als zur Verteidigung. Im Japanisch-Chinesischen Krieg wurde 1895 die in China gebaute Ping Yuen erobert und nach Modernisierung als Hei Yen eingesetzt. Sie ging 1904 vor Port Arthur durch Minentreffer verloren. Im Russisch-Japanischen Krieg eroberte die japanische Marine 1905 bei Tsushima auch die aus der Ostsee nach Ostasien entsandten Küstenpanzerschiffe Admiral Senjawin und General-Admiral Apraxin, die dann als Küstenverteidigungsschiffe Mishima und Okinoshima in Dienst gestellt wurden. Ihr erster Kampfeinsatz unter japanischer Flagge erfolgte 1914 gegen den deutschen Flottenstützpunkt Tsingtau in China. Bei Kriegsende unterstützte die Mishima die japanische Intervention in Sibirien gegen die Rote Armee: die Mishima diente als Eisbrecher und hielt die Seewege von Japan nach Wladiwostok zur Versorgung der dort kämpfenden japanischen Truppen offen.

### Vereinigte Staaten

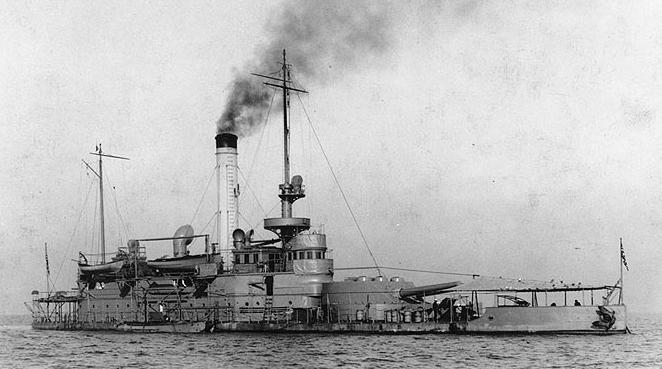
Die Wyoming, später Cheyenne

Das erste Panzerschiff der United States Navy, die Monitor von knapp 1.000 t, war eigentlich nur für flache Gewässer ausgelegt und damit ein Küstenpanzerschiff. Es bewährte sich am 9. März 1862 in der Schlacht von Hampton Roads gegen die Virginia im ersten Gefecht der Seekriegsgeschichte zwischen eisengepanzerten Schiffen.
Bis 1864 ließ die US Navy eine Vielzahl weiterer Schiffe dieses Typs bauen. Der erste mehr den europäischen Küstenpanzerschiffen entsprechende Neubau war die Puritan von 1896 mit einer Verdrängung von 6.060 t. Ihr folgen 1902/1903 noch die vier Monitore der Arkansas-Klasse von 3.225 t, 12,5 kn und einer Bewaffnung von zwei 30,5-cm-L/40-Kanonen in einem Doppelturm. Ursprünglich nach amerikanischen Bundesstaaten benannt, wechselten die Schiffe 1908 ihre Namen, da die Namen der Bundesstaaten für Schlachtschiffe genutzt wurden.

### Vereinigtes Königreich
Die britische Royal Navy beschaffte Rendel-Kanonenboote, aber auch den US-amerikanischen Schiffen ähnliche Monitore.
Insbesondere die 1869/70 in Dienst gekommenen Monitore HMS Magdala (3340 tn.l.) und HMS Abyssinia (2900 tn.l.) in Bombay, sowie HMVS Cerberus (3340 tn.l.) in Melbourne sollten Küstenverteidigungsaufgaben übernehmen. 1872 bis 1877 folgten weitere Schiffe mit HMS Glatton (4910 tn.l.), HMS Rupert (5440 tn.l., Wachschiff in Hull 1885–1890, Pembroke 1893–1895, Gibraltar 1895–1902, Bermuda 1904–1907) und den vier Schiffen der Cyclops-Klasse (3480 tn.l., Cyclops, Gorgon, Hecate, Hydra, alle 1871 vom Stapel gelaufen) sowie die beiden Schiffe der Conqueror-Klasse (6200/6440 tn.l., Conqueror und Hero, 1881 bzw. 1885 vom Stapel gelaufen). Die letzten sechs Schiffe waren meist in der Reserve.

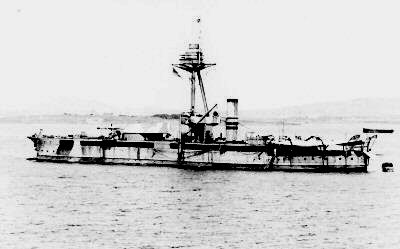
Die bei Imbros versenkte HMS Raglan

Erst im Ersten Weltkrieg entwickelte die Royal Navy wieder ähnliche Typen und beschaffte mehrere Serien von Monitoren zur Unterstützung der Landstreitkräfte von See. Hervorzuheben sind die vier Schiffe der Abercrombie-Klasse, die acht der Lord-Clive-Klasse und die beiden Schiffe der Marshal-Ney-Klasse. Dazu nahm die Royal Navy 1918 noch die für Norwegen bei Kriegsbeginn im Vereinigten Königreich im Bau befindlichen Küstenpanzerschiffe der Bjørgvin-Klasse, HMS Glatton (ex Bjørgvin) und HMS Gorgon (ex Nidaros) in Dienst.
Gefechtseinsätze derartiger Schiffe mit Schiffen gab es 1915, als die britische Marine sich entschloss, zwei der ursprünglich für Brasilien für den Einsatz auf dem Amazonas gebauten Monitore, Mersey und Severn, zur Vernichtung der im Rufijidelta liegenden Königsberg einzusetzen.
Zu einem sehr einseitigen Gefecht kam es am 20. Januar 1918, als die türkische Flotte mit den ehemals deutschen Schiffen Yavuz Sultan Selim und Midilli aus den Dardanellen ausbrach, die britischen Sicherungseinheiten bei Imbros überraschte und die Monitore M28 und Raglan versenkte, wobei 138 Mann den Tod fanden.

## Küstenpanzerschiffe anderer Staaten
Argentinien

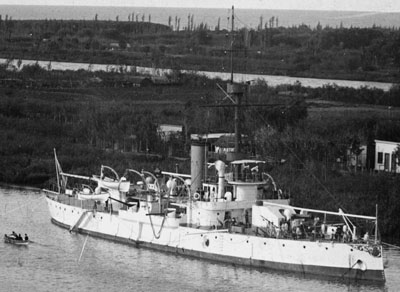
ARA Independencia

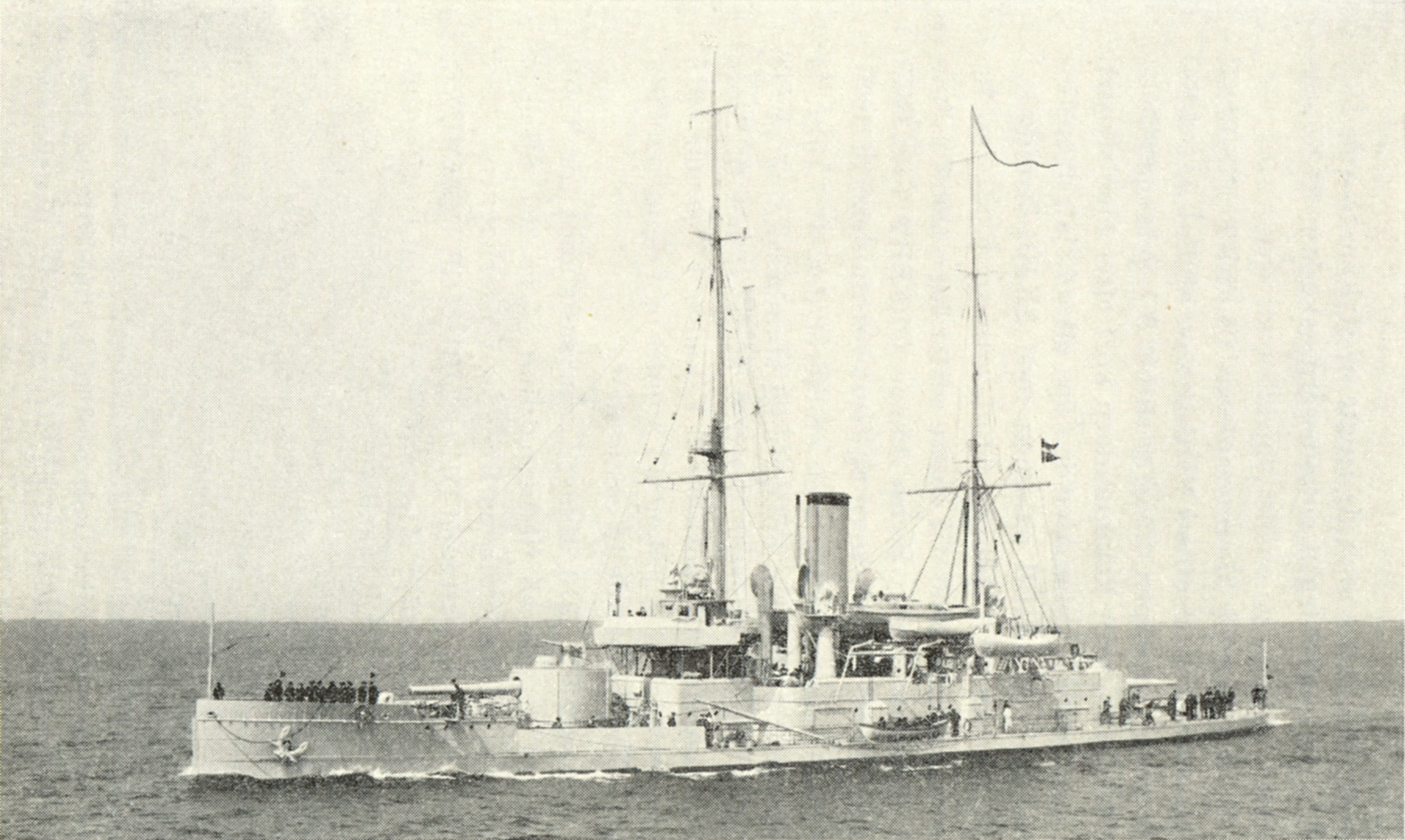
Olfert Fischer, 1913

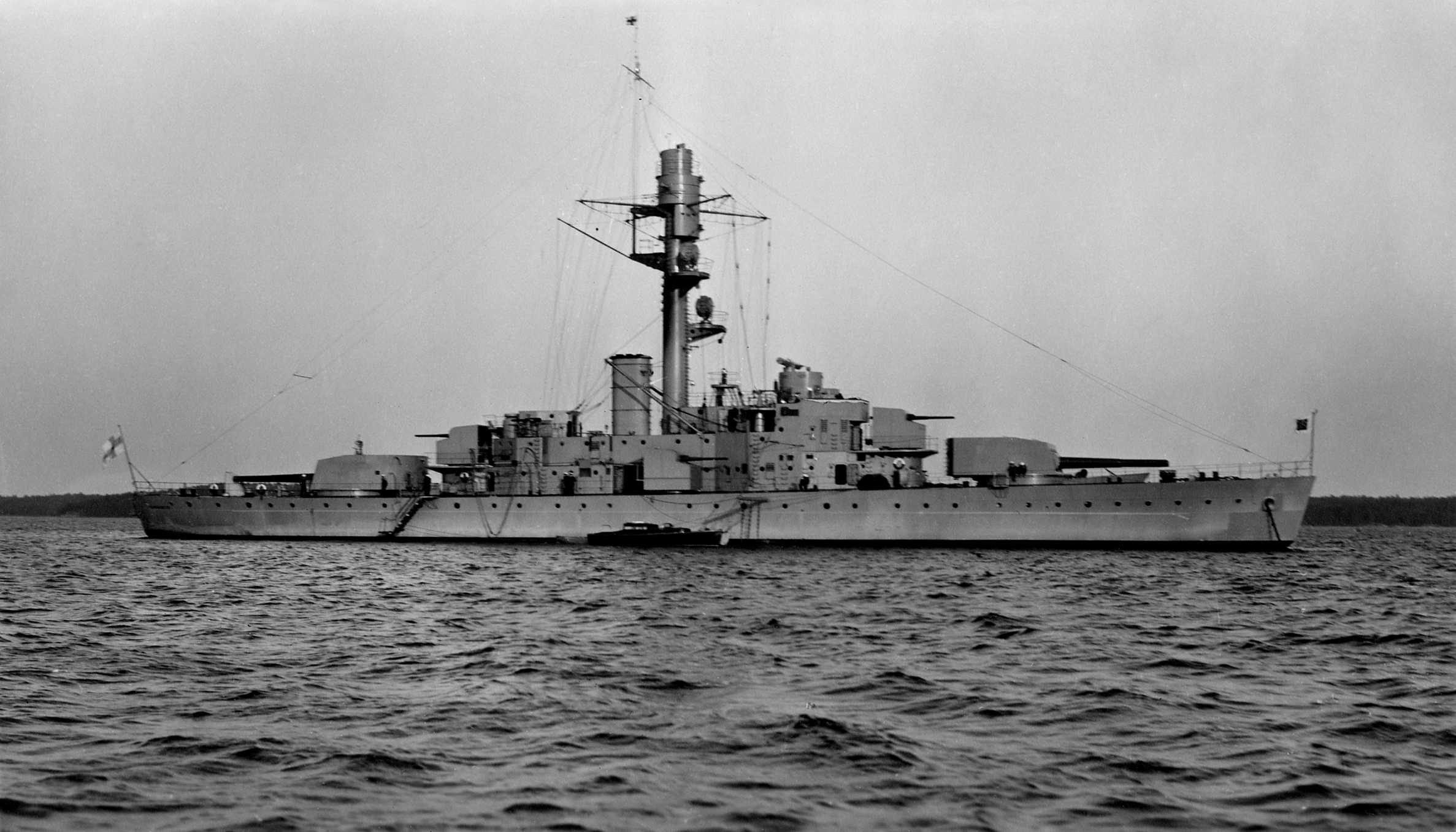
Väinämöinen, 1938

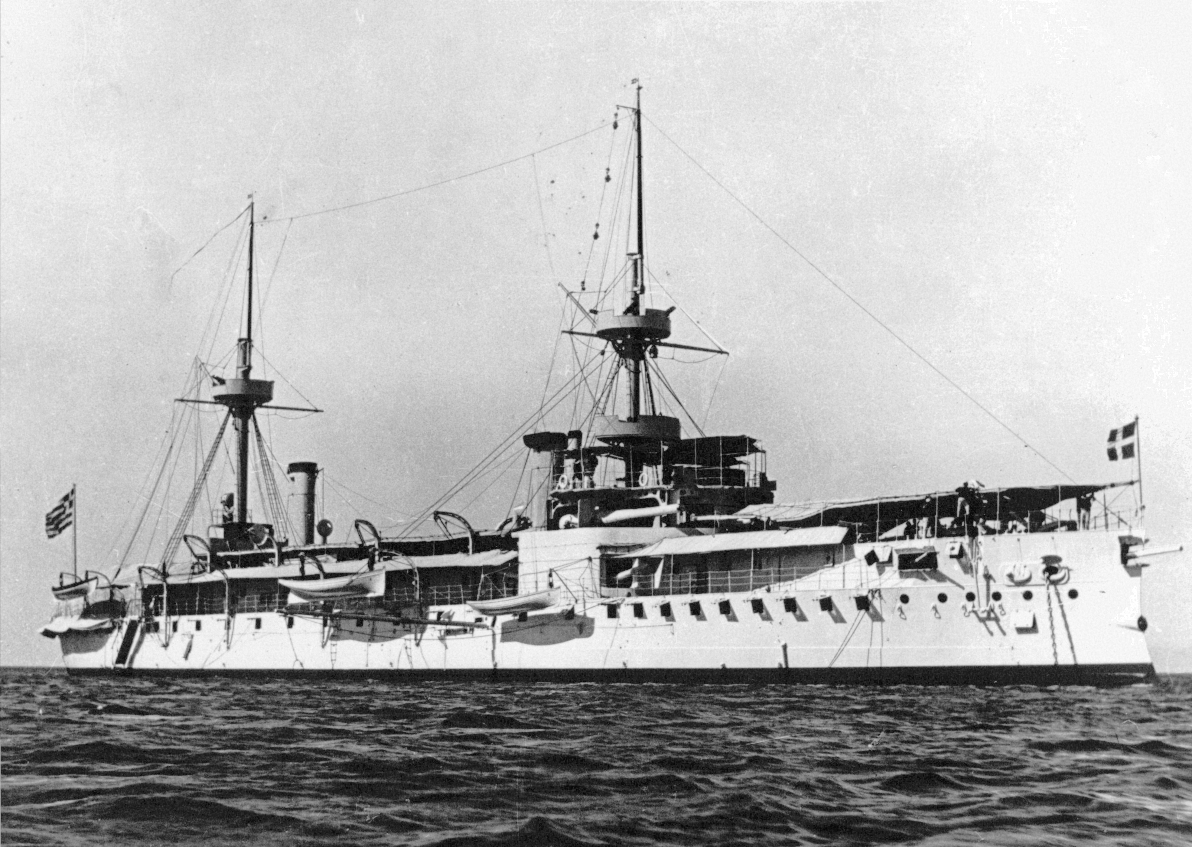
Hydra

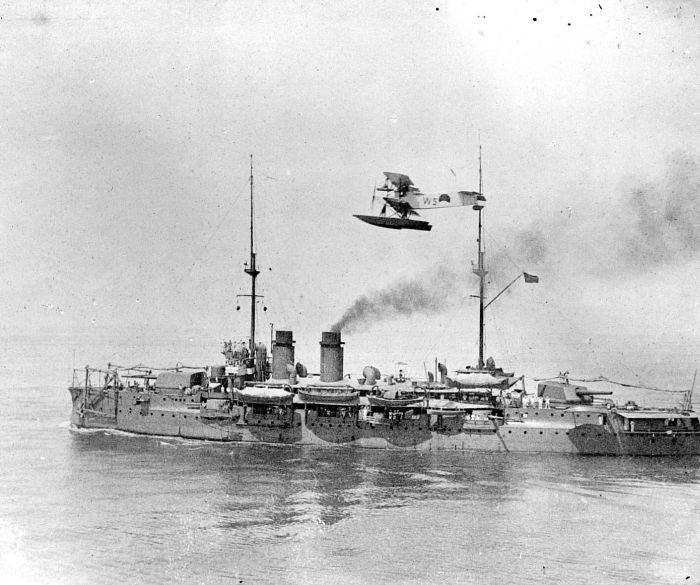
De Zeven Provinciën, Anfang der 1930er

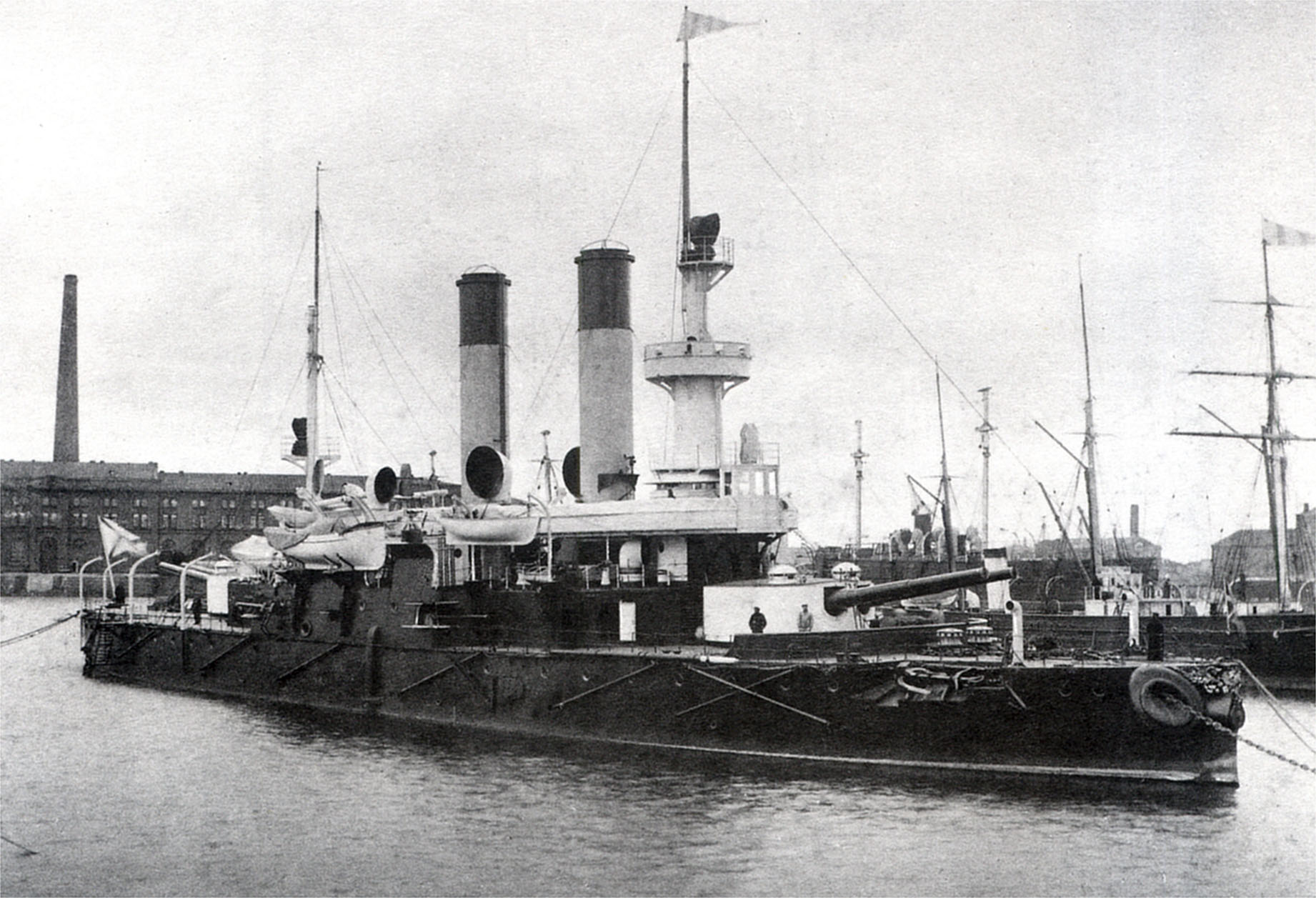
Admiral Uschakow, 1897 in Kronstadt

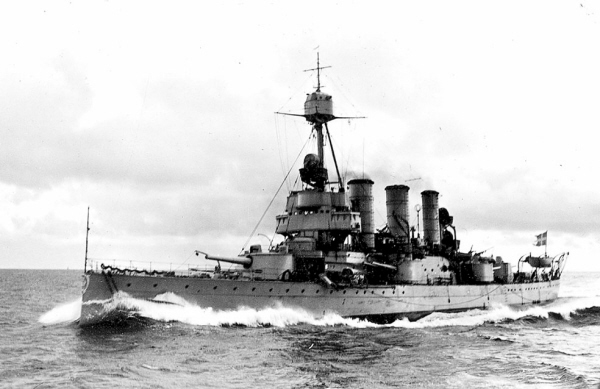
Oscar II.

- ARA Libertad (1890) und ARA Independencia (ex ARA Nueve de Julio, 1891) – 2.336 tn. l.

 Brasilien
- Deodoro (ex Ypiranga, 1898), 1924 an Mexiko als Anahuac, und Floriano (1899) – 3.162 tn. l.

 China
- Ping Yuen (1888), 1895 von Japan erbeutet, als Hei Yen weiter in Dienst – 2.150 tn. l.

 Dänemark
- Tordenskjold (1880) – 2.530 tn. l.
- Iver Hvitfeldt (1886) – 3.290 tn. l.
- Skjold (1896) – 2.160 tn. l.
- Herluf Trolle-Klasse – Herluf Trolle (1899), Olfert Fischer (1903) und Peder Skram (1908) – 3.595 tn. l., 3.650 tn. l. und 3735 tn. l.
- Niels Juel (1923), als Schulkreuzer fertiggestellt – 3.800  tn. l.

 Finnland
- Väinämöinen (1932) und Ilmarinen (1934) – 3.900 t

 Frankreich
- Tonnant (1882) – 5090 t
- Furieux (1887) – 6020 t
- Bouvines und Amiral Tréhouart (1895) – 6610 t
- Jemmapes und Valmy (1895) – 6590 t

 Griechenland
- Hydra-Klasse – Hydra, Spetsai und Psara (1889/90) – 4885 t

 Niederlande
- Reinier Claeszen (1893) – 2440 t,
- Evertsen-Klasse – Evertsen, Piet Hein und Kortenaer (1895/96) – 3520 t,
- Koningin-Regentes-Klasse – Koningin Regentes (1901), De Ruyter (1902) und Hertog Hendrik (1904) – 5002 t
- Marten Harpertzoon Tromp (1905) – 5295 t
- Jacob Van Heemskerck (1908) – 4920 t
- De Zeven Provinciën (1910), ab 1935 Soerabaja – 6530 t

 Norwegen
- Tordenskjold (1897) und Harald Haarfagre (1898) – 3920 ts
- Norge und Eidsvold (1901) – 4233 t
- Bjørgvin-Klasse – Bjørgvin und Nidaros, nur in britischem Dienst als HMS Gorgon und HMS Glatton (1918) – 5700 t

 Österreich-Ungarn
- SMS Kronprinz Erzherzog Rudolf und SMS Kronprinzessin Erzherzogin Stephanie (1889)
- Monarch-Klasse (Monarch, Wien und Budapest) (1896/97) – 5878 t

 Portugal
- Vasco da Gama (1875), 1902 umgebaute Panzerkorvette – 3920 ts

 Russland
- Admiral Uschakow, 1905 von Japan erbeutet, als Mishima weiter in Dienst, und Admiral Senjawin (1896) – 4232 t
- General-Admiral Apraxin (1899), 1905 von Japan erbeutet, als Okinoshima weiter in Dienst – 4600 t

 Schweden
- Svea (1886) – 2900 t
- Göta (1891) – 3100 t
- Thule (1893) – 3150 t
- Odden-Klasse – Odden, Niord und Thor (1897/99) – 3300 t
- Dristigheten (1901) – 3450 t
- Äran-Klasse – Äran, Wasa, Tapperheten und Manligheten (1902–04) – 3650–3840 t
- Oscar II. 1907 – 4970 t
- Sverige-Klasse – Sverige, Drottning Victoria und Gustav V. (1917–22) – 6842 t

 Thailand
- Ratanakosindra (1925) und Sukhodaya (1929) – 1070 t
- Thonburi-Klasse – Thonburi und Sri Ayuthiya (1938) – 2265 ts

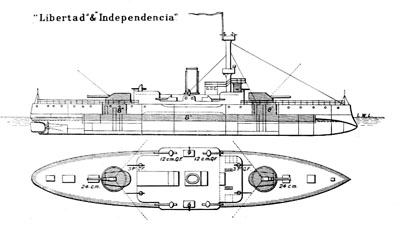
ARA Independencia und Libertad
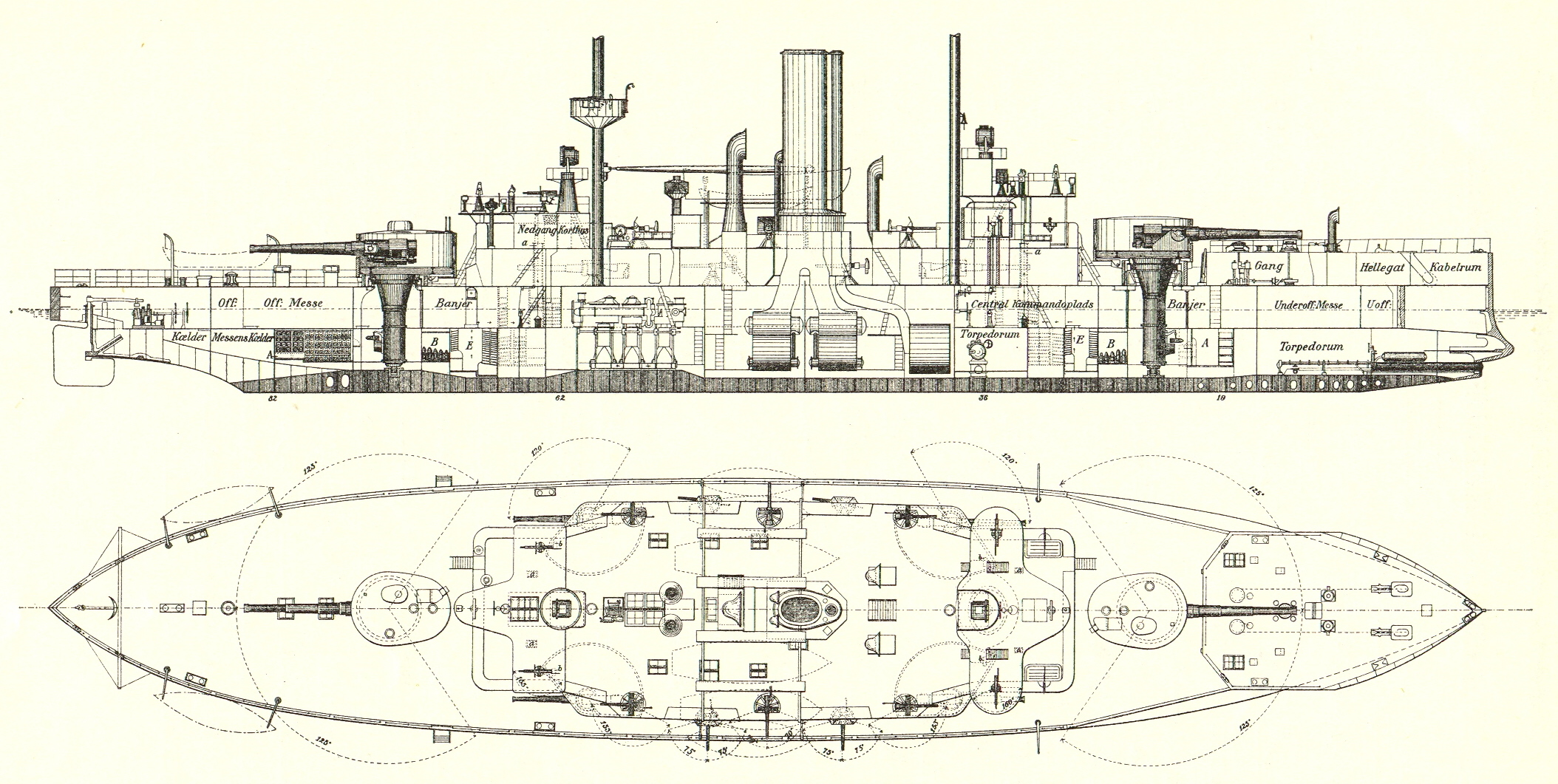
Herluf Trolle
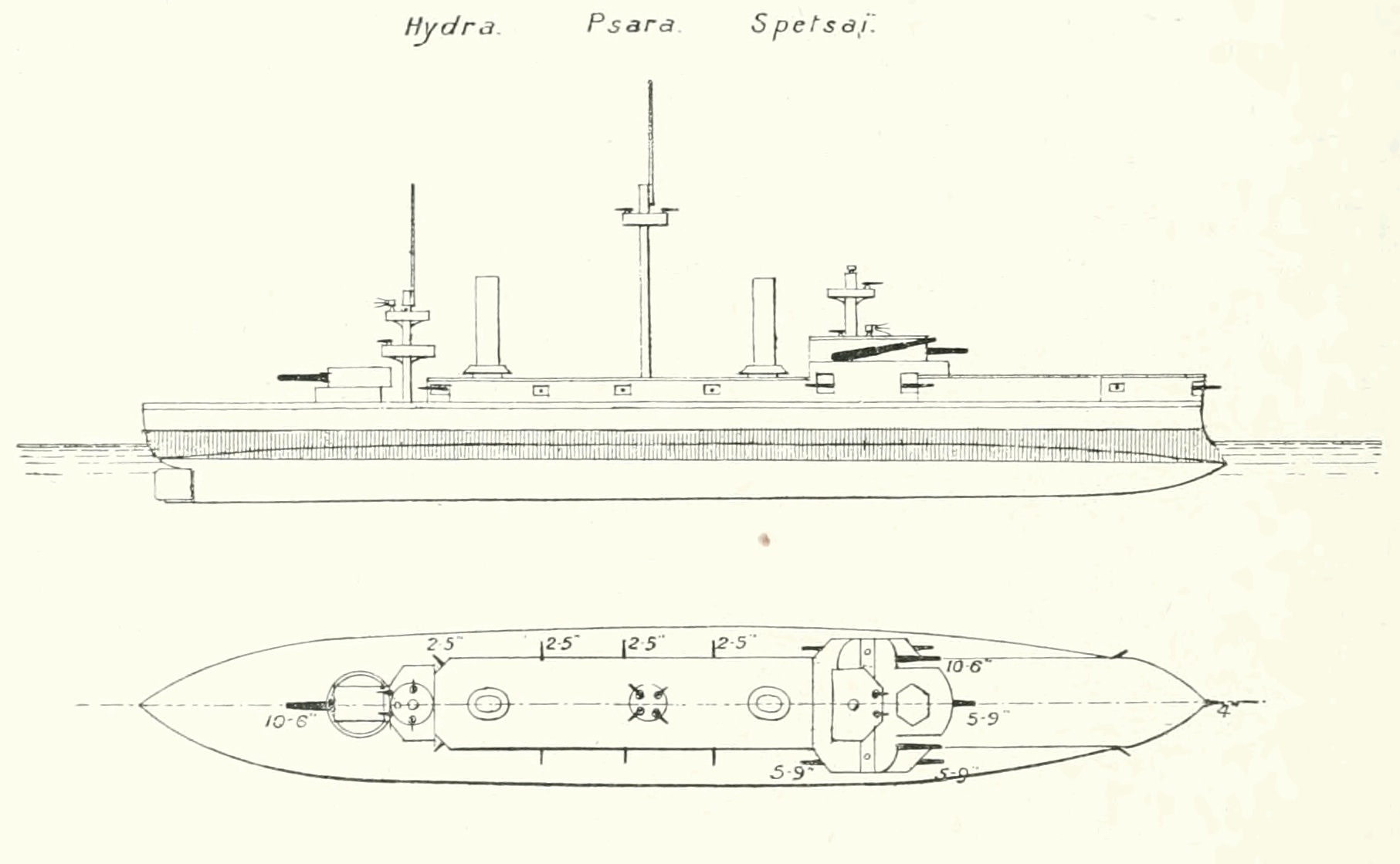
Hydra-Klasse
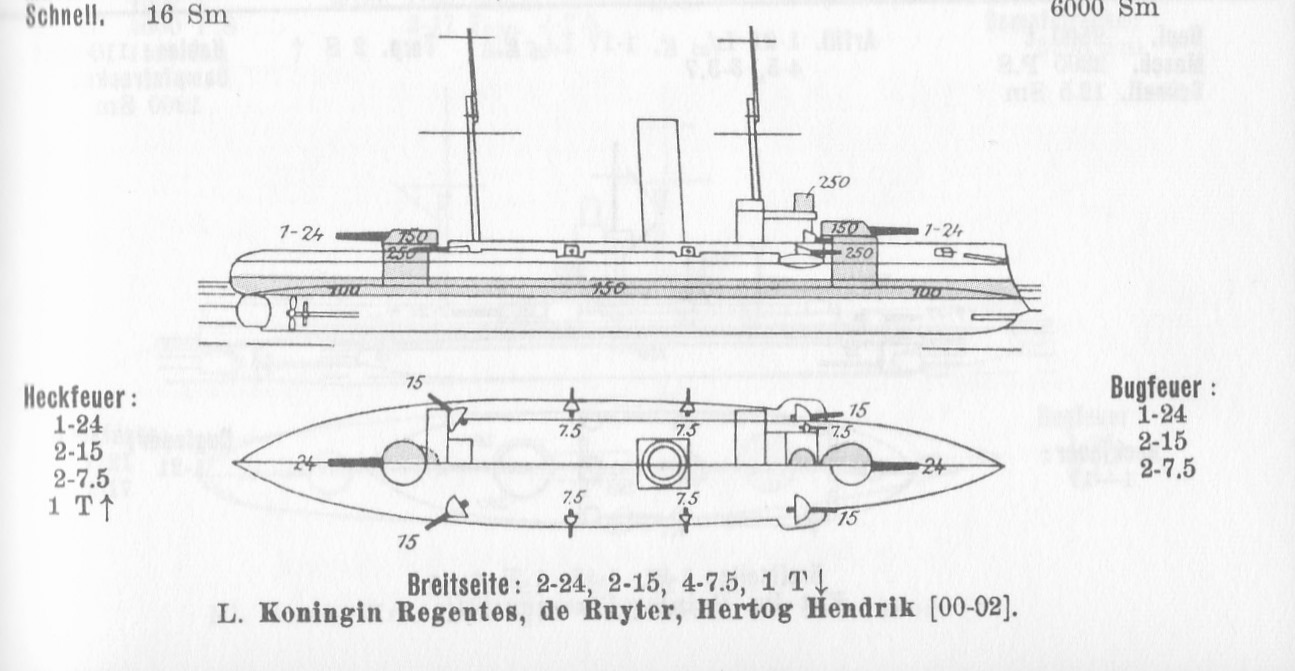
Koningin Regentes-Klasse
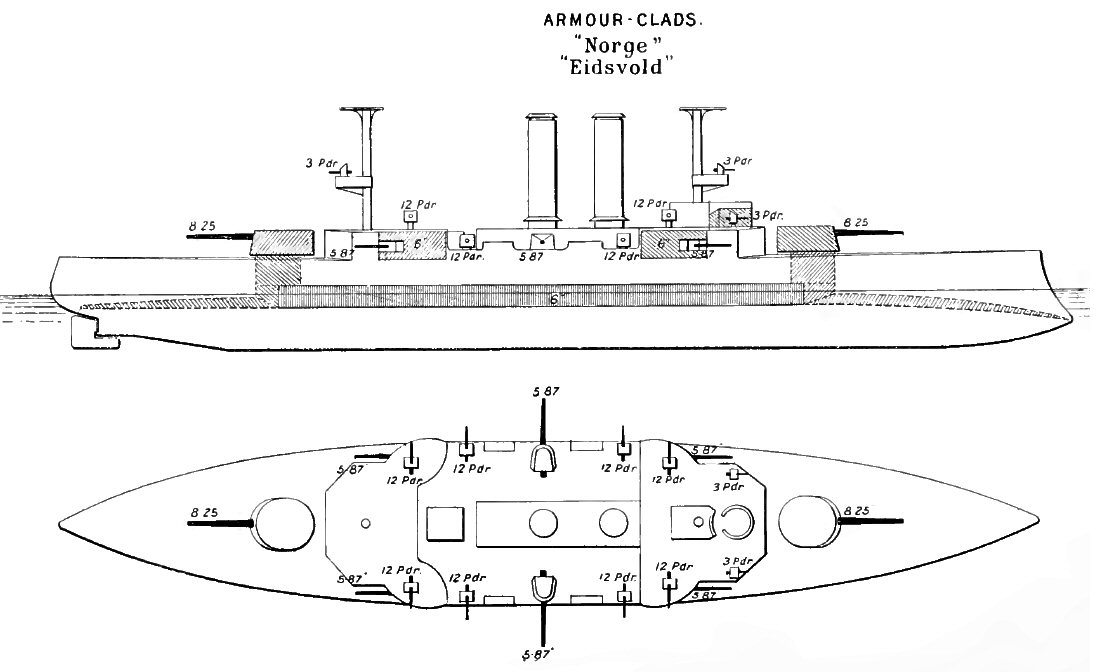
Norge-Klasse
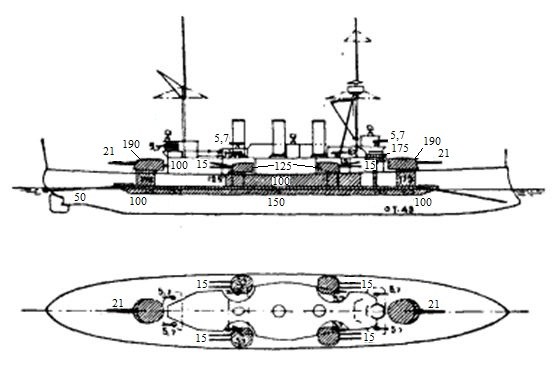
Oscar II.